# Tövises lepényfa
A tövises lepényfa (Gleditsia triacanthos) egy Észak-Amerikából származó termetes lombhullató fa. Népies neve krisztusfa vagy krisztustövis. Mivel a törzsén lévő hosszú, merev tövisei súlyos sérüléseket okozhatnak, díszfaként ma már elsősorban a tövis nélküli fajtáját (G. triacanthos f. inermis) ültetik. Ez a gyakorta terebélyes, ugyanakkor laza lombkoronát növesztő fa – a fehér akáchoz hasonlóan – a pillangósvirágúak családjába tartozik. Levelei viszonylag későn, tavasszal hajtanak ki, ősszel korán lehullanak. Egyszeresen vagy kétszeresen szárnyasan összetett levelei megannyi kicsi levélkéből állnak, ősszel sárgára színeződnek, mielőtt lehullanának. Virágai május-júniusban lecsüngő füzérvirágzatokban nyílnak, barnás-zöldek, időnként egyivarúak, díszértékük nincsen.
A virágokat az ősz folyamán hosszú, lapos, csavarodó hüvelytermések követik, melyek éretten sötétbarnák. Az alapfaj tövisei kisebb-nagyobb csomókban fejlődnek a törzsön és az ágakon, vesszőkön egyaránt.
A tövises lepényfa magassága a 30 métert is meghaladhatja, de ez fajtafüggő.
Léteznek sárgászölden kihajtó fajták is (pl. „Sunburst”), melyek az év előrehaladtával azonban folyamatosan sötétednek. Egyes fajtái nem vagy alig teremnek, ezek alkalmasabbak közterületeken. Babszerű termésének pépjéből Amerikában valamikor sört főztek.

## Gondozása
Igénytelen, jó alkalmazkodó képességű fa, melynek azonban sok fényre van szüksége. Kedveli a tápanyagdús talajt, de bármilyen jó vízáteresztő képességű talajban szépen fejlődik. Jól tolerálja a szélnek kitett helyeket, a szárazságot és a szennyezett városi levegőt is. Metszést a beteg és elhalt hajtások eltávolításán felül nem igényel. A takácsatkák és a lepényfa-gubacsszúnyogok megtámadhatják, rosszabb esetben rákosodás is előfordulhat.

### Szaporítása
A kertészeti fajtákat vegetatívan szaporítják, elsősorban oltással. Magvetéssel is szaporítható.

## Élőhelye
Észak-Amerikából származik, főleg a Mississippi torkolatvidékéről, kedveli a nyirkos erdőket.
Nálunk sokféle élőhelyre telepítik és ki is vadul.

## Képek

A fa fontos részei és meghatározása
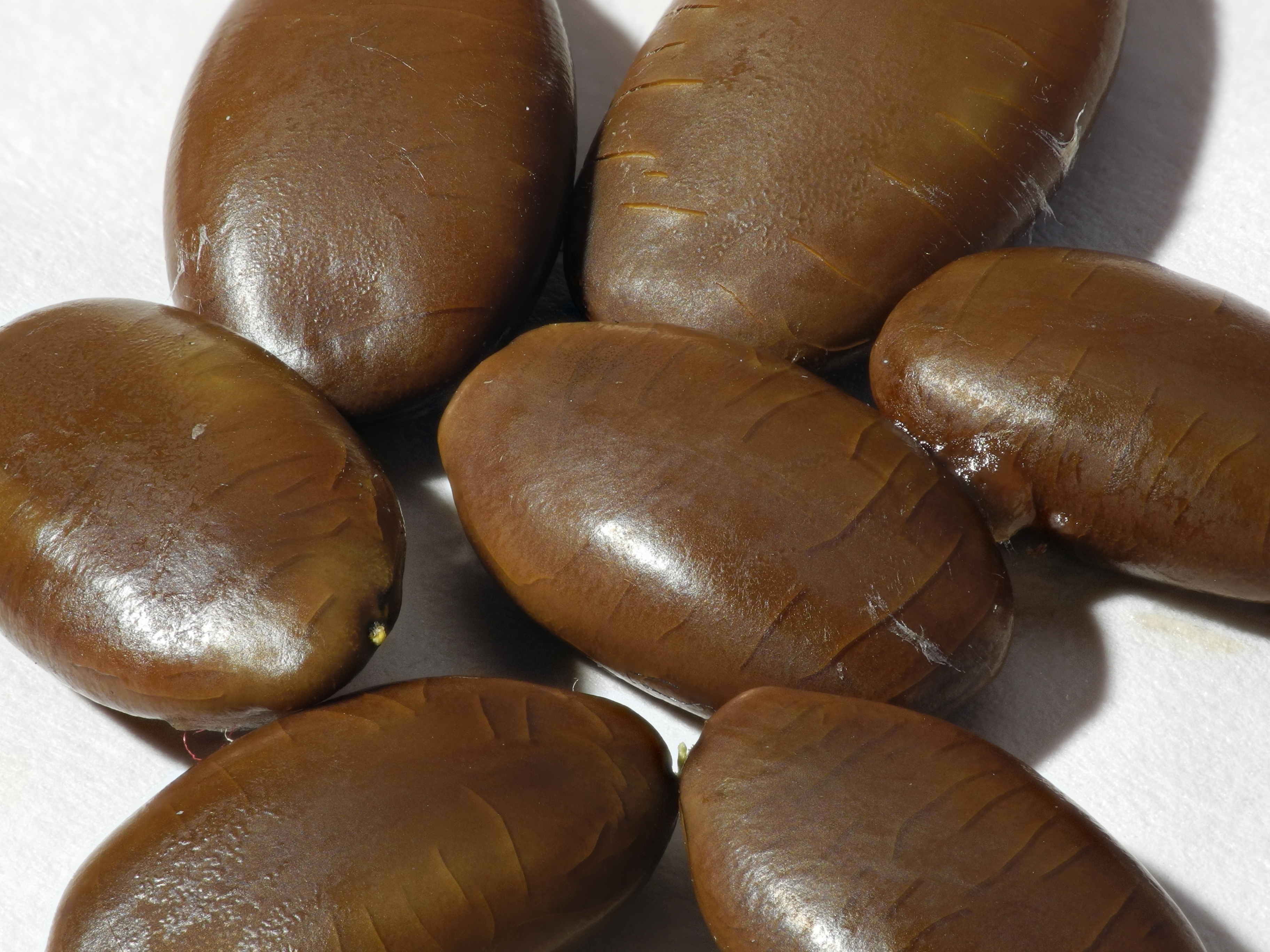
A lepényfa magja
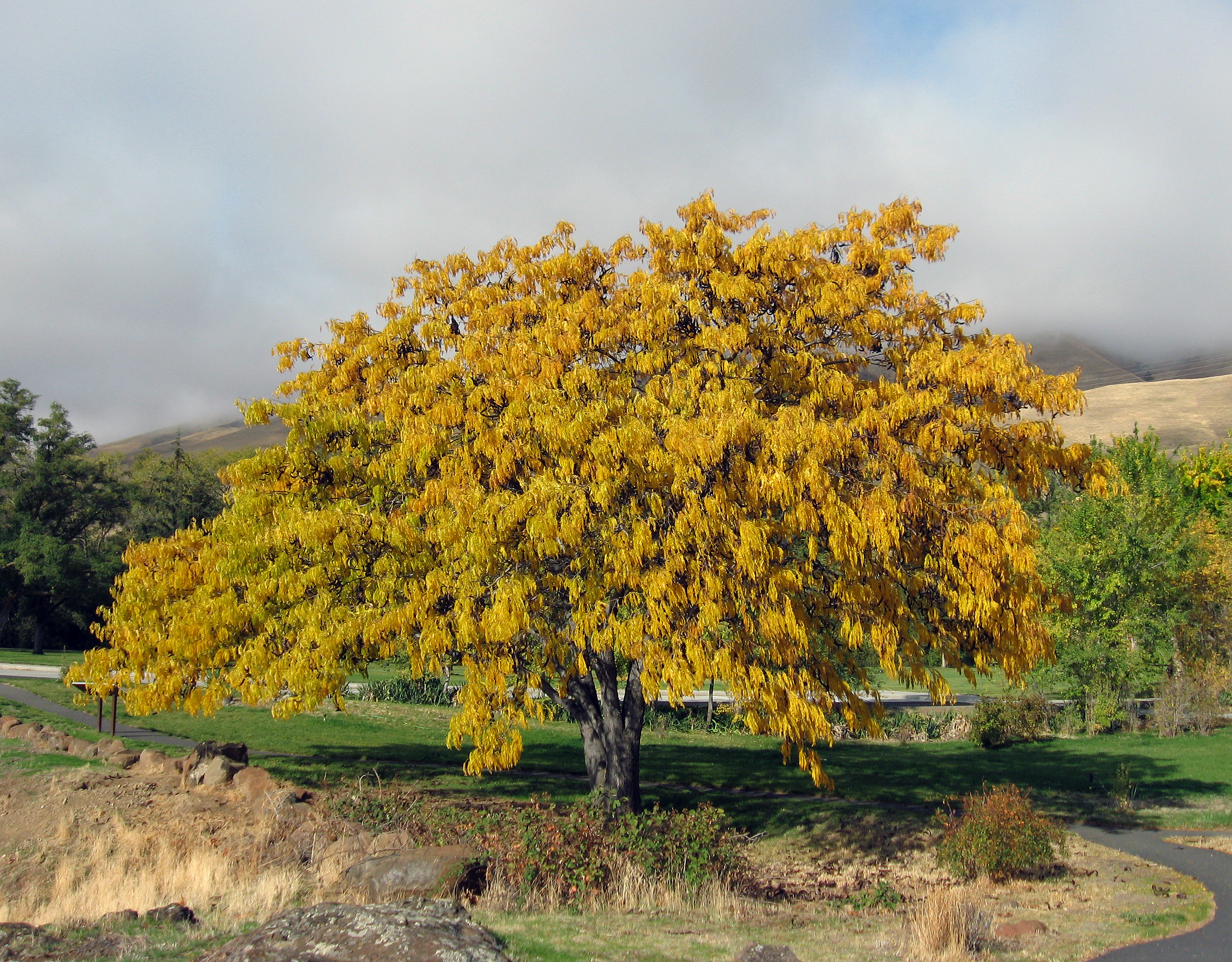
A fa az ősz színeiben
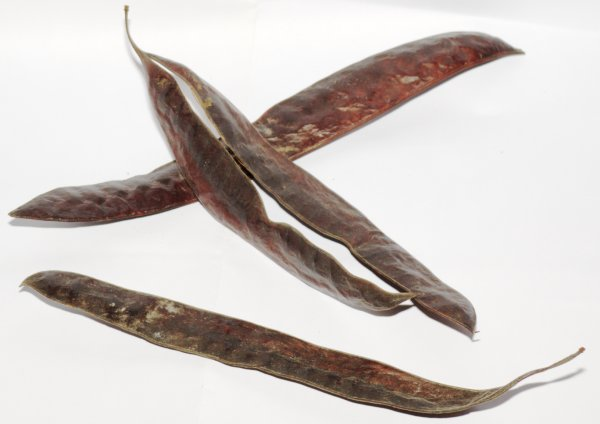
A hüvelytermés - ebben találhatóak a magok
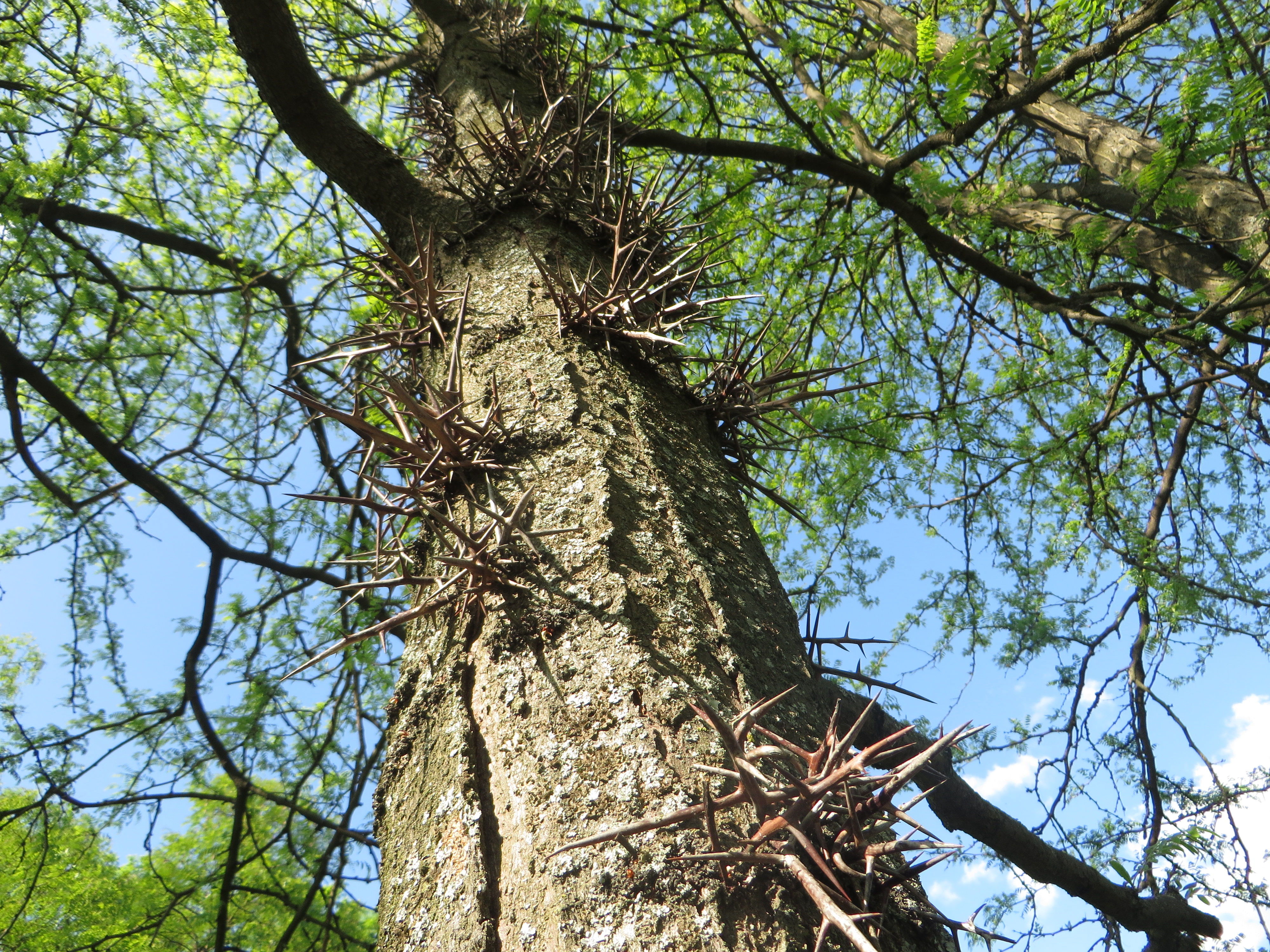
A fa még vad fajtája
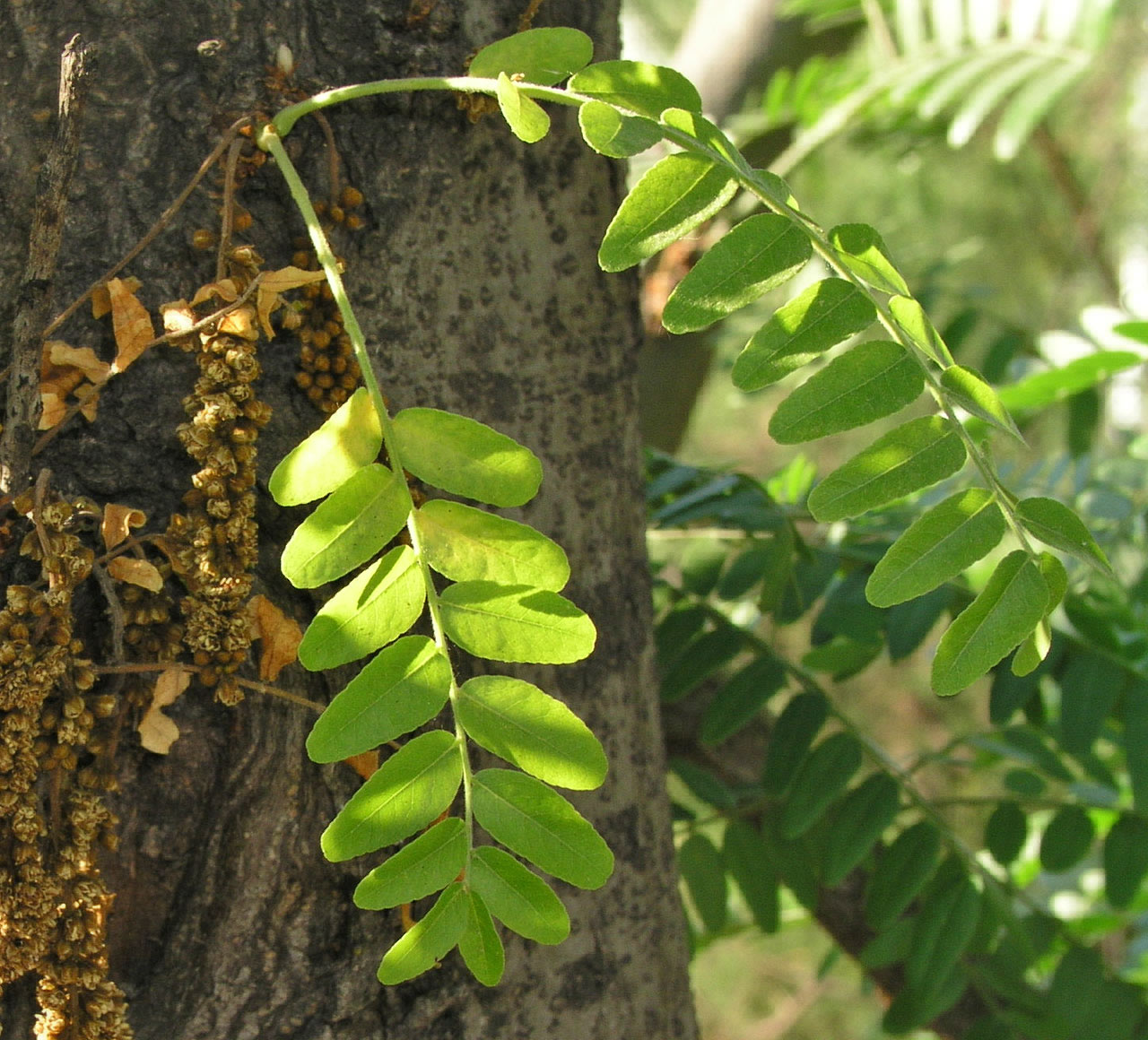
A levél formája